# دنیل بون
دنیل بون (انگلیسی: Daniel Boone؛ ۲ نوامبر ۱۷۳۴ – ۲۶ سپتامبر ۱۸۲۰) گردشگر و سیاست‌مدار مطرح اهل ایالات متحده آمریکا بود.